# 보라위토토어족
보라-위토토어족(Bora–Witoto)은 남아메리카의 원주민 언어 계통인 보라어족과 위토토어족을 묶은 가설적 어족이다. 콜롬비아 남서부(아마소나스주) 및 인접한 페루와 브라질의 영토에서 사용된다.

## 언어
- 보라어족
  - 보라어(Bora)
  - 무이나네어(Muinane)
- 위토토어족(위토토-오카이나어족)[1]
  - 오카이나어(Ocaina)
  - (협의의) 위토토어(Witoto)
    - 느포데 위토토어(Nüpode)
    - 므느카 위토토어(Mïnïca)
    - 무루이 위토토어(Murui)

  - 노누야어(Nonuya)

Kaufman(1994)은 안도케어(Andoque)를 추가하고 있다.